# Деревенские барышни
«Деревенские барышни» или «Деревенские служанки» (фр. Les Demoiselles de village ) — картина французского художника Гюстава Курбе, написанная в 1852 году. Хранится в Метрополитен-музее.

## Описание
В центре картины изображены три девушки, которых он писал со своих сестёр, предлагающие еду босой крестьянке. Одна из них держит зонт от солнца. Рядом с девушками стоит собака, в то время как справа пасутся две коровы. Вокруг изображен холмистый ландшафт со скалистыми обнажениями на фоне солнечно-голубого неба. Пейзаж картины написан в районе Орнана, родного района Курбе, и он был повторно использован художником в других пейзажах.
Так же Курбе написал своих сестёр в двух предыдущих работах: «Три сестры Курбе» и «Истории бабушки Сальван» (1846—1847). Для гравюры 1862 года Курбе изменил композицию, использовав другую перспективу. Она была опубликована Альфредом Кадаром и Жюлем Люке.

## История
Курбе впервые выставил работу в парижском салоне в апреле 1852 года под названием «Деревенские служанки, подающие милостыню пастушке в долине близ Орнана». Художник впервые за тридцать лет выставил свою картину на этой выставке. Полотно куплено герцогом де Морни, ещё до открытия выставки. Критики и публика отнеслись к ней крайне отрицательно — например, искусствовед Теофиль Готье писал, что холст был недоделан, в то время как по мнению Гюстава Планша, Эжена Лоудуна и Луи Эно художник пренебрег правилами перспективы в размерах фигур людей по отношению к коровам, они также считали, что девушки «довольно уродливы» и «нелепо уменьшены».
В 1855 году картина была показана на всемирной выставке в Париже, что вызвало ещё большую критику, на этот раз против «этого изображения провинциальных женщин, одетых по-парижской моде», вызывающих дискомфорт у зрителей. Полотно вызвало столько же или даже больше дискуссий о Курбе, как и его «Похороны в Орнане» и по словам Майкла Фрида, было одним из его «прорывных полотен» как части умышленной стратегии, чтобы вызвать скандал.
Плохое отношение к картине может объясняться социальным и историческим контекстом поздней Второй Французской Республики — сельский электорат помог привести и удержать Наполеона III у власти в качестве императора. Картина изображающая Франш-Конте, крайне "республиканский" район, заставляла богатых парижан смотреть на суровые реалии сельской местности, и вместо идеализированной, спокойной и умиротворенной сельской местности, она показала потенциального врага среднего класса. Некоторые критики рассматривали эту картину как начало политической активности Курбе, подтверждая это мнение воплощением классовой борьбы в картине через напряженный зрительный контакт между женской собачкой (представляющей высокомерный средний класс) и молодыми телятами (символ крестьянского мира, готовящегося к восстанию).
В 1878 герцогиня Морни перепродала работу отелю Drouot за 5000 франков. В июне 1906 года нью-йоркский филиал арт-дилера Пола Дюран-Рюэля выставил его на продажу в США, и, пройдя через несколько разных рук, Гарри Пейн Бингхэм предложил его нынешним владельцам в 1940 году.